# Étang de Capestang

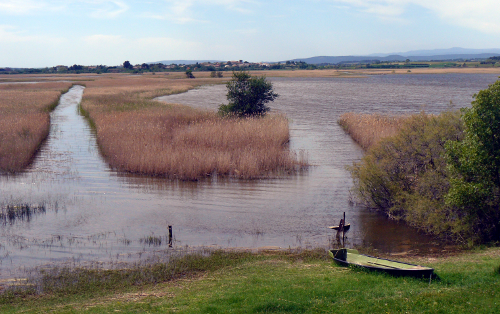
Vue de la roselière de l'étang de Capestang.

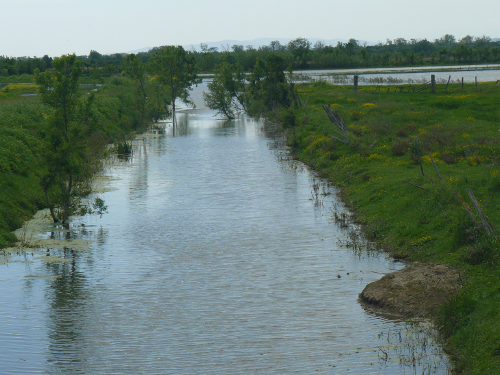
Les "canalets", comme celui-ci, drainent l'étang ; ils permettent aussi aux chasseurs de gibier d'eau de circuler en barque.

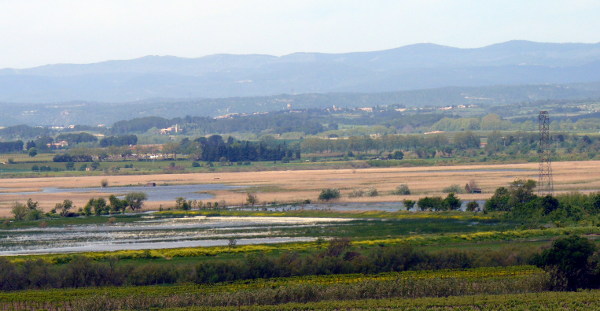
L'étang de Capestang vu du Viala vers l'ouest.

L'étang de Capestang est une zone d'expansion de crues du fleuve Aude aménagée par l'homme. Il reste une zone humide d'un grand intérêt faunistique et floristique.

## Historique et description
L'étang de Capestang (de l'occitan cap de l'estanh - tête de l'étang) est situé majoritairement sur la commune de Capestang (Hérault) mais aussi en bordure des communes de Montels, Nissan-lez-Ensérune (Hérault), Coursan et Cuxac-d’Aude (Aude).
Cette cuvette de 13 km2 (1 374 hectares), à une altitude de 2 à 3 m, et 4 ou 5 sur les bordures, est, sur la plus grande partie de sa surface, une zone humide constituée de roselières, canalets, clairs (zones en eau dépourvues de roseaux), prairies, herbages, vignes et autres cultures en bordure. Le niveau de l'eau varie selon la pluviométrie, les crues et les saisons.
Elle était autrefois reliée à la Mer Méditerranée. Les atterrissements (alluvions) du fleuve Aude, causés par les crues régulières et aidés par l'intervention humaine, l'ont petit à petit colmatée, réduisant de plus en plus la superficie en eau. Plusieurs ruisseaux (le principal étant la Quarante) l'alimentent aussi en eau douce.
L'homme, au fil du temps, a aménagé l'étang par de nombreux canaux pour le drainer (au Moyen-Âge, ses marais étaient cause d'épidémies, notamment de malaria), et en même temps pour y étendre les terres d'élevage (taureaux et chevaux) et agricoles en bordure (grandes cultures et vigne).
L'étang, à travers les époques, a eu de nombreuses utilisations : des salins ont été exploités au moins au Xe et au XVe siècle (ses eaux furent salées pendant de nombreux siècles mais sont aujourd'hui douces, du fait de son isolement de la mer). L'étang a servi à la navigation, l'élevage de sangsues, la fauche des canotes (les roseaux, pour construire les toitures, étancher les tonneaux ou encore rempailler les chaises) ; il a aussi servi et sert encore à la pêche, la chasse, l'élevage et l'agriculture.
La roselière de l'étang de Capestang, l’une des plus grandes d’Europe, sert de lieu de nidification, d’alimentation et de refuge à de nombreuses espèces d’oiseaux, ce qui lui a valu d’être classée en site Natura 2000 (mars 2006) et en ZPS (Zone de Protection Spéciale pour les oiseaux). Parmi les espèces qui la fréquentent on peut citer le héron cendré, l'aigrette, l’échasse blanche, le héron bihoreau, les canards (colvert, souchet, pilet, sarcelle), le butor étoilé, le rollier d'Europe, la pie-grièche à poitrine rose, des rapaces, l'étourneau…

## La gestion hydraulique
Au XVe siècle, la cuvette de l’actuel étang était encore un marais en bord de mer. L’homme s’est employé à le combler, dans un premier temps pour lutter contre les épidémies, puis pour agrandir les terres cultivées et les pâtures. Un système de canaux d’atterrissement et de drainage a été mis en place. Ces canaux sont reliés au fleuve Aude en amont (par le Canal d’Atterrissement) et en aval (par le Canal des Clairs et le Canal des Anglais). Le Canal d’Atterrissement apporte les eaux de l’Aude en crue, chargées de limon ; les canaux aval permettent de vidanger l’étang, à l’aide de pompes, pour faire baisser épisodiquement le niveau des eaux. Les petits cours d’eau riverains de l’étang, dont la Quarante, contribuent à l’apport d’alluvions et d’eau douce.
La tendance sur le long terme est au comblement de l’étang, par l’apport d’alluvions (un mètre de hauteur par siècle). Actuellement, le niveau d’eau est trop haut pour les phragmites (canotes), qui ont tendance à être étouffés, d’autant plus qu’ils ne sont plus suffisamment coupés comme autrefois. Le réseau de canalets (les petits canaux entre les roselières où circulent les barques) demanderait à être dragué plus souvent.
Or, les intérêts des différents usagers sont divergents. Les chasseurs et les naturalistes souhaitent qu’il y ait un certain niveau d’eau, pour permettre la présence des oiseaux (mais pas trop, pour préserver la roselière) ; les agriculteurs souhaitent plutôt pouvoir disposer de terres à cultiver. Il faut aussi tenir compte du rôle de la cuvette comme zone d’expansion des crues. Un compromis consisterait à élaborer un règlement d’eau fixant le niveau d’eau le plus consensuel.

## Sources
- Site de la commune de Capestang.
- Site Natura 2000 Étang de Capestang.
- Fiche FR9112016 de l'INPN